# Лубянский проезд
Лубя́нский прое́зд (в 1939—1993 годах — прое́зд Серо́ва) — улица в центре Москвы между Лубянской и Славянской площадями. Проезд проходит по территории Тверского и Басманного районов.

## Происхождение названия
Назван по прилеганию к Лубянской площади около 1850 года. В 1939—1993 годы — проезд Серова в память А. К. Серова (1910—1939) — военного лётчика, участника гражданской войны в Испании, жившего в этом проезде в доме 17.

## Описание
Лубянский проезд начинается от Лубянской площади слева от Политехнического музея, проходит на юго-восток параллельно Новой и далее Старой площадям, справа к нему ранее примыкал Политехнический проезд, слева примыкают Лучников переулок, Солянка, Малый Спасоглинищевский переулок. Заканчивается на Славянской площади. В районе пересечения проезда с ул. Ильинка — ул. Маросейка находится площадь Ильинские Ворота.

## Здания и сооружения
По нечётной стороне:
Лубянская площадь

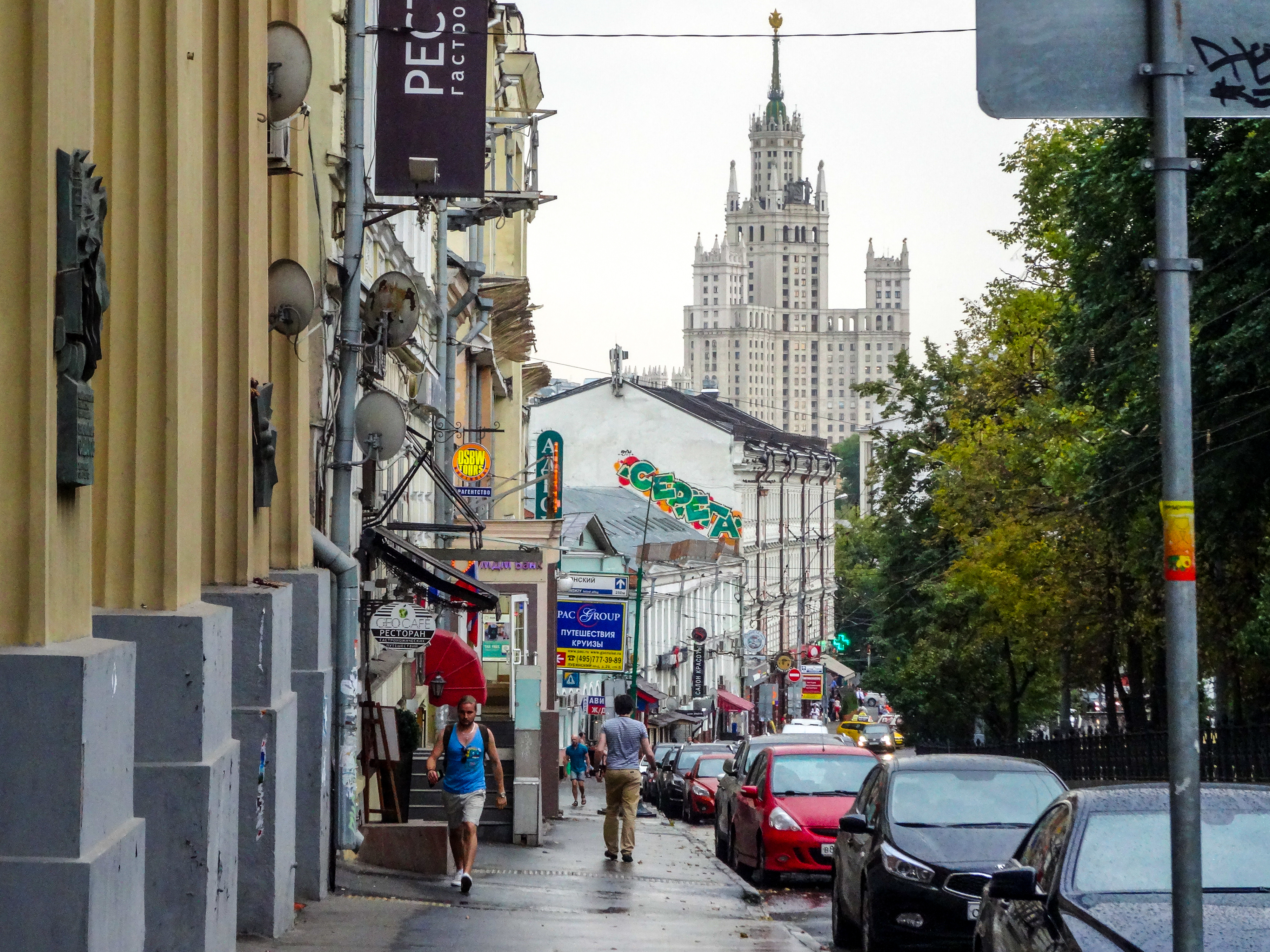
Вид на Лубянский проезд в направлении Славянской площади. Август 2014

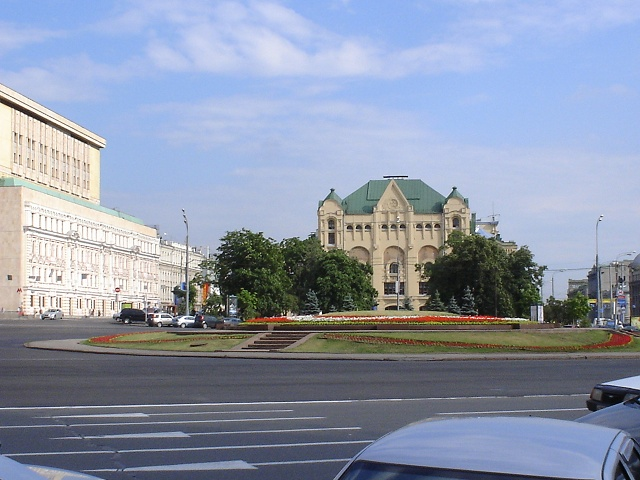
Лубянская площадь. Лубянский проезд — слева от здания Политехнического музея

- № 1 — бывшая церковь Гребнёвской иконы Божией Матери. Здание снесено в 1935 году.
- № 3/4 — в советское время — издательство «Знание».
- № 3/6, стр. 1, 4, 5 — Доходные дома Н. Д. Стахеева (1897—1899, архитектор М. Ф. Бугровский. В доме № 3/6, стр. 4 находился рабочий кабинет В. В. Маяковского, в котором он совершил самоубийство, сейчас — филиал Государственного музея В. В. Маяковского. В доме № 3 жил актёр О. Н. Абдулов[2].
- № 5 — Городская усадьба М. П. Калычева — Доходное владение М. В. и В. В. Залогиных (2-я пол. XVIII в.; 1974, архитектор А. Н. Стратилатов; 1888; 1930-е)[3][4]

бывш. Лубянский тупик
- № 7 — бывш. дом купца Некрасова Е. И., доходный дом (начало XIX в.; 1877, архитектор П. П. Скоморошенко; 1890-е, архитекторы Н. Д. Струков, В. И. Дурново)[4]
- № 9, строение 1 — Доходный дом Дёминых с магазинами (1912, архитектор С. М. Ильинский; 1930, архитектор В. А. Бессмертный)[4]
- № 9, строение 2 — Храм великомученика Георгия Победоносца в Старых Лучниках (1692—1694).
- № 11/1 — Административное здание (1996—1998, архитекторы С. Ткаченко, С. Ануфриев, В. Гаврилова и другие)[5]. Ранее на этом месте находился двухэтажный доходный дом Зайцева, построенный на рубеже 18-19 веков. Один из немногих домов уцелевших в пожаре 1812 года. С 1993 года владельцем дома стало ТОО «Аквилон». В 1996 году дом снесли, несмотря на то, что он был представлен к постановке на госохрану как памятник архитектуры. В 1998 году, по заказу того же ТОО, было построено шестиэтажное здание.

Лучников (бывш. Георгиевский) переулок
- № 13 — Здание Птицеводсоюза, построено в 1930 году по проекту В. Д. Цветаева на месте снесенного дома Н. Д. Стахеева. Первоначально в здании размещались Мосхимэнергострой, Станкотрест и др. Позднее — Центральный комитет Всесоюзного Ленинского Коммунистического Союза Молодежи.

ул. Ильинка — ул. Маросейка
- бывш. № 15, ныне Маросейка, 2 — бывш. городская усадьба Еремеевых — Берг.

Малый Спасоглинищевский переулок
- № 17 — Жилой дом жилищного кооператива «Военный строитель» (народн. «Дом лётчиков»), построенный в 1934—1937 годах архитектором А. И. Ефимовым[6] на месте снесённой в 1931 году церкви Спаса Преображения на Глинищах.
- № 19, строение 1 — бывшее здание «Торгового дома братьев В. и Н. Бландовых» (1894, архитектор В. Г. Залесский, 4 этаж надстроен позднее);
- № 19, строение 1а — пристройка к Торговому дому братьев В. и Н. Бландовых (1895, архитектор В. Г. Залесский), соединяло административное здание «Торгового дома братьев В. и Н. Бландовых» (19 стр.1) со служебно-складским зданием (19 стр.2);
- № 19, строение 2 — жилой дом, бывшее многофункциональное служебно-складское помещение. Несмотря на невзрачный внешний вид здание спроектировано и построено архитектором Коршуновым в 1896 году. Наземная часть здания состояла из 3-х этажей: 1 этаж использовался для приема и выдачи продукции со склада, на 2 и 3 этажах находились служебные квартиры руководства «Торгового дома братьев В. и Н. Бландовых». Подземная часть здания (народн. «сырный склад») представляла собой термостабилизированное одноуровневое подземное хранилище из нескольких галерейных помещений, находящихся не только под домом, но и занимающее почти всю площадь внутреннего двора, с 1,5-метровыми кирпичными стенами и перекрытиями со входом через ворота на 1 этаже дома 19 стр. 2 и через дверь 19 стр. 1А. Левое крыло достроено в 1916-18 гг., 4 этаж надстроен в 1959 году.

Современная нумерация домов была введена в 20-х годах XX века, до этого времени территория домов 19 стр. 1, 19 стр. 1а, 19 стр. 2 и внутреннего двора имела номер 31, владение 315/369 (Табель домовъ Москвы, 1901 г.). После ввода нумерации был присвоен номер дома 19 и не было деления по номерам строений. Была сквозная нумерация квартир;
- № 21 — бывший участок городской усадьбы Вельяминовых — М. М. Тургенева. Самое старое здание на участке — № 21 строение 5, построенное в 1785 году и реконструированное в XIX веке с сохранением палат 1785 года.
- № 23 — бывший двухэтажный доходный дом Шевалдышевых, построенный в 1846 году (перестроен в 1875 году архитектором А. П. Пановым; в 1902 — архитектором Н. И. Якуниным; в 1934 году)[4]
- № 25 строение 1 — Бывшая городская усадьба Чириковых, позднее — доходный дом Рыженковых, построенный в 1806 году.
- № 27 строение 1 — в середине 18 века на этом месте находилась городская усадьба Нащекиных, в 1836 году был построен двухэтажный доходный дом с торговыми помещениями на первом этаже и жилыми на втором. В 1888 году дом был реконструирован и надстроен до 4-х этажей, бывший доходный дом Н. Т. Волкова. В первой половине 1930-х годов в доме жила актриса Евдокия Турчанинова[7].

По чётной стороне:
Лубянская площадь
- бывш. № 2 — усадьба и доходный дом генерала Сергея Павловича Шипова, позднее — дом Императорского человеколюбивого общества, народное название «Шиповская крепость». Снесен в 1966 году.

Политехнический проезд
- бывш. № 4 — участок, выделенный под строительство Политехнического музея.
- бывш. № 6 — участок, переданный Политехническому музею под строительство южной части музея, бывшие «Лубянско-Ильинские торговые помещения».

ул. Ильинка — ул. Маросейка
- Ильинский сквер

Пл. Славянская (бывш. Варварские ворота)